# Vaja
Vaja là một thành phố thuộc hạt Szabolcs-Szatmár-Bereg, Hungary. Thành phố này có diện tích 28,61 km², dân số năm 2010 là 3570 người, mật độ 125 người/km².